# Unterbierbaum
Unterbierbaum ist eine Katastralgemeinde, Ortschaft und Dorf in der Gemeinde Artstetten-Pöbring im südlichen Waldviertel. Die Ortschaft hat 56 Einwohner (Stand 1. Jänner 2024).

## Geschichte
Im Jahr 1822 wurde der Ort als Dorf mit 16 Häusern genannt, das nach Artstetten eingepfarrt war, wohin auch die Kinder eingeschult wurden. Die Herrschaft Artstetten besaß die Ortsobrigkeit und besorgte die Konskription. Die Landgerichtsbarkeit wurde von der Herrschaft Pöggstall ausgeübt. Die Untertanen und Grundholde des Ortes gehörten den Herrschaften Artstetten und Leiben.
Laut Adressbuch von Österreich waren im Jahr 1938 in Unterbierbaum einige Landwirte ansässig.
In Unterbierbaum steht eines der ältesten Häuser der Gemeinde Artstetten-Pöbring, das ein Freies Lehen vom Schloss Artstetten war.

## Sehenswürdigkeiten
- Kreuz-Stöckerl am Rande der Siedlung ()[4]